# Cost, insurance and freight
Las siglas CIF (acrónimo del término en inglés Cost, Insurance and Freight, «Coste, seguro y flete, puerto de destino convenido») se refieren a un incoterm o término de comercio internacional que se utiliza en las operaciones de compraventa, en que el transporte de la mercancía se realiza por barco (mar o vías de navegación interior). Se debe utilizar siempre seguido de un puerto de destino.
Los riesgos de la mercancía los asume el comprador en el país del mismo cuando la mercancía llega en buen estado

## Uso del incoterm CIF
El incoterm «CIF, puerto de destino convenido» ha sido uno de los más usados tradicionalmente. Sin embargo, su correcto uso se debe limitar al transporte por barco, ya sea marítimo o fluvial, de carga general; en el caso de los Ro-Ro o movimientos de contenedores internacionales, la carga está contenerizada, se trata más bien de transporte multimodal y el incoterm que debe usarse es CIP. 
Cuando un artículo se tasa CIF significa que el precio de venta incluye el coste de la mercancía, el del transporte así como el seguro marítimo; coincide con el valor en la aduana de importación de la mercancía.
De acuerdo con la Cámara de Comercio Internacional, CCI, el vendedor solo tiene obligación de contratar una cobertura mínima, equivalente a las cláusulas "C" del «Institute of London UnderWriters». Los compradores deberán normalmente insistir en una póliza "a todo riesgo" como las incluidas en las cláusulas "A" del mencionado Instituto. La póliza debe cubrir el precio CIF más un 10% en la divisa de transacción del contrato.